# Łotewski Uniwersytet Nauk Biologicznych i Technologii
Łotewski Uniwersytet Nauk Biologicznych i Technologii, łot. Latvijas Biozinātņu un tehnoloģiju universitāte, w skrócie LBTU – jeden z sześciu uniwersytetów istniejących na Łotwie z siedzibą w kurlandzkiej Jełgawie. 
Początki uczelni sięgają roku 1863, w którym na Politechnice Ryskiej utworzony został Wydział Rolnictwa. W 1919 roku stał się on jednostką Uniwersytetu Łotwy, utworzonego na bazie zlikwidowanej Politechniki Ryskiej. W 1936 roku Rada Ministrów Łotwy zdecydowała o przeniesieniu Wydziału Rolniczego do Jełgawy i utworzeniu Akademii Rolniczej (Jelgavas Lauksaimniecības akadēmiju). Oficjalny dokument powołujący nową uczelnię został podpisany przez Kārlisa Ulmanisa 23 grudnia 1938 roku.  
Siedzibą uczelni był Pałac w Jełgawie, w 1944 roku, po jego zniszczeniu w wyniku działań wojennych, uczelnia praktycznie przestała istnieć. Została ponownie otwarta w Rydze jako Łotewska Akademia Rolnicza (Latvijas Lauksaimniecības akadēmiju). 
19 października 1957 Rada Ministrów Łotewskiej Socjalistycznej Republiki Radzieckiej podjęła decyzję o ponownym przeniesieniu uczelni do Jełgawy. Przenosiny trwały do roku 1964.   
W 1991 roku, po uzyskaniu niepodległości przez Łotwę, Akademia został ponownie przemianowana na Łotewski Uniwersytet Rolniczy. 
6 marca 2018 senat uczelni zatwierdził University of Life Sciences and Technologies jako jej oficjalną nazwę w języku angielskim. 
W 2020 roku na uczelni studiowało ponad 9 tys. studentów. 
18 maja 2022 uczelnia podjęła decyzję o zmianie nazwy na Łotewski Uniwersytet Nauk Biologicznych i Technologii, która to weszła w życie 1 września tego samego roku.

## Wydziały
- Rolnictwa i Technologii Żywności (Lauksaimniecības un pārtikas tehnoloģijas fakultāte);
- Weterynarii (Veterinārmedicīnas fakultāte);
- Leśnictwa i Architektury Krajobrazu (Meža un vides zinātņu fakultāte);
- Inżynierii i Techniki Informacyjnej (Inženierzinātņu un informācijas tehnoloģiju fakultāte);
- Ekonomii i Rozwoju Społecznego (Ekonomikas un sabiedrības attīstības fakultāte).